# Jacues Sund
Jacques (Jacues) Adolphe Fredéric Sund, född 11 april 1932 i Örgryte församling i Göteborg, död 22 januari 1991 i Göteborgs Johannebergs församling, var en svensk målare.
Sund var son till lektor Nils Vilhelm Sund och Madeleine "Manon" Amelie Bischoff samt systerson till Charles Bischoff. Han studerade konst för sin morfar vid Atelier Charpentier och École des Beaux-Arts i Paris och i Barcelona 1947–1949 samt vid Slöjdföreningens skola i Göteborg 1949–1951. Separat ställde han ut bland annat ut på Svenska mässan i Göteborg 1958. Han medverkade i Göteborgs konstförenings Decemberutställningar på Göteborgs konsthall. Lilla salongen på Eskilstuna konstmuseum och Decembergruppens utställningar på Galleri 54 i Göteborg. Hans konst består av stilleben, figurer, djur och landskapsmotiv.